# Arthur Melo
Arthur Henrique Ramos de Oliveira Melo (pronunciación en portugués: /ˈaʁtuʁ ẽ.ˈʁi.ki ˈʁɐ.muʃ d͡ʒi o.li.ˈvej.ɾɐ/; Goiânia, Goias, 12 de agosto de 1996), más conocido como Arthur o Arthur Melo, es un futbolista brasileño que juega como centrocampista en la Juventus F. C. de la Serie A de Italia.
Comenzó su carrera en Grêmio FBPA antes de unirse al Fútbol Club Barcelona por un precio inicial de 31 millones de euros en 2018. Tras dos años en el conjunto azulgrana, de cara a la temporada 2020-21 se marchó a la Juventus F. C.

## Trayectoria

### Grêmio F-B. P. A.
En 2010 fichó por el Grêmio, tras haber iniciado su formación en el Goiás. En 2017, después de haber jugado dos partidos en los dos años anteriores, se volvería una pieza fundamental en el medio campo del primer equipo de Grêmio tanto en el Campeonato Gaúcho como en el Brasileirão. A su vez haría su debut internacional en la Copa Libertadores 2017 en el empate 1-1 con Club Guaraní, donde sería nombrado como la figura del partido. En mayo convertiría su primer gol como profesional en la Copa de Brasil ante el Fluminense. En julio marcaría su primer gol liguero en la victoria 3-1 ante Esporte Clube Vitória. Rápidamente llamó la atención de los grandes clubes europeos por su parecido en el juego a Xavi Hernández, aunque el futbolista brasileño reconoció que su ídolo era Andrés Iniesta.
En la Copa Libertadores 2017 fue pieza clave del Grêmio que salió campeón de la copa, al punto de ser elegido el MVP de la final ante el Club Atlético Lanús. Sin embargo, en ese mismo partido sufrió una lesión que le impidió participar en el Mundial de Clubes y en la Recopa Sudamericana.

### F. C. Barcelona
El 9 de julio de 2018 se anunció el acuerdo entre el F. C. Barcelona y el Grêmio F-B. P. A. para el traspaso del jugador a cambio de 31 millones de euros más 9 en variables. El 28 de julio disputó su primer partido como titular y también marcaría su primer gol ante el Tottenham Hotspur en un partido de pretemporada correspondiente a la International Champions Cup. El 12 de agosto fue titular en la final de la Supercopa de España ante el Sevilla F. C., donde logró su primer título. El 3 de octubre fue titular por primera vez en Liga de Campeones en la victoria por 2 a 4 en Wembley ante el Tottenham Hotspur F. C. El 28 de octubre disputó su primer clásico ante el Real Madrid C. F. que terminó con victoria por 5-1. Desde ese momento se haría un fijo en la alineación titular jugando como mediocampista organizador. El 28 de abril de 2019 se consagró campeón de Liga.
El 29 de junio de 2020 el conjunto catalán hizo oficial que había llegado a un acuerdo con la Juventus F. C. para su traspaso a cambio de 72 millones de euros más diez en variables y que se incorporaría al equipo italiano una vez finalizaran las competiciones oficiales de la temporada. El 27 de julio comunicó al club que no tenía intención de regresar al equipo y se quedaba de vacaciones en Brasil. A raíz de ello le abrieron un expediente disciplinario.

### Juventus F. C.
Se incorporó a su nuevo equipo a finales de agosto. Hizo su debut en el club y en la Serie A el 27 de septiembre, entrando como suplente en el empate 2-2 ante la A. S. Roma. Marcó solo un gol para el club bianconeri, abriendo el marcador en una victoria en casa por 2-0 sobre el Bologna F. C. 1909. Terminó su primer curso en Italia con problemas físicos, por lo que tuvo que operarse y perderse el inicio de la temporada 2021-22.

#### Cesiones
Después de dos años en Turín en los que jugó 63 partidos, el 1 de septiembre de 2022 fue cedido al Liverpool F. C. para la temporada 2022-23. Debido a una lesión que sufrió en octubre, solo pudo participar en un partido de la Liga de Campeones ante la S. S. C. Napoli en el que jugó trece minutos.
En julio de 2023 fue nuevamente prestado, esta vez a la ACF Fiorentina que se guardaba una opción de compra. Esta no se hizo efectiva, a pesar de disputar 48 partidos durante la temporada en la que marcó dos goles y dio tres asistencias, además de ser subcampeón de la Liga Europa Conferencia de la UEFA, y regresó a Turín.
El 1 de febrero de 2025, después de no jugar ningún partido durante la campaña, acumuló una tercera cesión al Girona F. C. hasta junio. Debutó el 14 de febrero ante el Getafe C. F. en un encuentro que perdieron por 1-2.

## Selección nacional
Representó a Brasil en la selecciones sub-17 y sub-20, jugando incluso el Campeonato Sudamericano de Fútbol sub-17 de 2013.
El 15 de septiembre de 2017 fue convocado a la selección absoluta de Brasil para los partidos ante Chile y Bolivia para la clasificación de Conmebol para la Copa Mundial de Fútbol de 2018, aunque no llegaría a debutar. El 7 de septiembre de 2018 debutó con la selección brasileña absoluta en un amistoso ante Estados Unidos.
En mayo de 2019 fue incluido en el equipo de 23 jugadores de Brasil para la Copa América en casa. En la final contra Perú el 7 de julio, en el Estadio Maracaná, asistió al gol de Gabriel Jesus hacia el final del primer tiempo; el partido finalmente terminó con una victoria por 3-1 a favor de Brasil.
Anotó su primer gol internacional con Brasil el 17 de noviembre de 2020, el primer gol en una victoria a domicilio por 2-0 sobre Uruguay en un partido de clasificación para la Copa Mundial de la FIFA 2022.

### Participaciones en Copa América
| Copa              | Sede   | Resultado | Partidos | Goles |
| ----------------- | ------ | --------- | -------- | ----- |
| Copa América 2019 | Brasil | Campeón   | 5        | 0     |

## Estadísticas

### Clubes
Actualizado al último partido disputado el 25 de mayo de 2025.
| Club                       | Div.          | Temporada     | Liga  | Liga  | Liga   | Regional | Regional | Regional | Copas nacionales | Copas nacionales | Copas nacionales | Copas internacionales | Copas internacionales | Copas internacionales | Total | Total | Total  |
| Club                       | Div.          | Temporada     | Part. | Goles | Asist. | Part.    | Goles    | Asist.   | Part.            | Goles            | Asist.           | Part.                 | Goles                 | Asist.                | Part. | Goles | Asist. |
| -------------------------- | ------------- | ------------- | ----- | ----- | ------ | -------- | -------- | -------- | ---------------- | ---------------- | ---------------- | --------------------- | --------------------- | --------------------- | ----- | ----- | ------ |
| Grêmio F-B. P. A. · Brasil | 1.ª           | 2015          | -     | -     | -      | 1        | 0        | 0        | -                | -                | -                | -                     | -                     | -                     | 1     | 0     | 0      |
| Grêmio F-B. P. A. · Brasil | 1.ª           | 2016          | 1     | 0     | 0      | -        | -        | -        | -                | -                | -                | -                     | -                     | -                     | 1     | 0     | 0      |
| Grêmio F-B. P. A. · Brasil | 1.ª           | 2017          | 27    | 1     | 0      | 6        | 0        | 0        | 5                | 1                | 0                | 12                    | 0                     | 1                     | 50    | 2     | 1      |
| Grêmio F-B. P. A. · Brasil | 1.ª           | 2018          | 7     | 1     | 1      | 7        | 3        | 1        | 1                | 0                | 0                | 3                     | 0                     | 1                     | 18    | 4     | 3      |
| Grêmio F-B. P. A. · Brasil | Total club    | Total club    | 35    | 2     | 1      | 14       | 3        | 1        | 6                | 1                | 0                | 15                    | 0                     | 2                     | 70    | 6     | 4      |
| F. C. Barcelona · España   | 1.ª           | 2018-19       | 27    | 0     | 1      | —        | —        | —        | 8                | 0                | 1                | 9                     | 0                     | 0                     | 44    | 0     | 2      |
| F. C. Barcelona · España   | 1.ª           | 2019-20       | 21    | 3     | 3      | —        | —        | —        | 3                | 1                | 0                | 4                     | 0                     | 1                     | 28    | 4     | 4      |
| F. C. Barcelona · España   | Total club    | Total club    | 48    | 3     | 4      | —        | —        | —        | 11               | 1                | 1                | 13                    | 0                     | 1                     | 72    | 4     | 6      |
| Juventus F. C. · Italia    | 1.ª           | 2020-21       | 22    | 1     | 0      | —        | —        | —        | 3                | 0                | 0                | 7                     | 0                     | 0                     | 32    | 1     | 0      |
| Juventus F. C. · Italia    | 1.ª           | 2021-22       | 20    | 0     | 0      | —        | —        | —        | 5                | 0                | 1                | 6                     | 0                     | 0                     | 31    | 0     | 1      |
| Juventus F. C. · Italia    | Total club    | Total club    | 42    | 1     | 0      | —        | —        | —        | 8                | 0                | 1                | 13                    | 0                     | 0                     | 63    | 1     | 1      |
| Liverpool F. C. Inglaterra | 1.ª           | 2022-23       | 0     | 0     | 0      | —        | —        | —        | 0                | 0                | 0                | 1                     | 0                     | 0                     | 1     | 0     | 0      |
| Liverpool F. C. Inglaterra | Total club    | Total club    | 0     | 0     | 0      | —        | —        | —        | 0                | 0                | 0                | 1                     | 0                     | 0                     | 1     | 0     | 0      |
| ACF Fiorentina · Italia    | 1.ª           | 2023-24       | 33    | 2     | 3      | —        | —        | —        | 4                | 0                | 0                | 11                    | 0                     | 0                     | 48    | 2     | 3      |
| ACF Fiorentina · Italia    | Total club    | Total club    | 33    | 2     | 3      | —        | —        | —        | 4                | 0                | 0                | 11                    | 0                     | 0                     | 48    | 2     | 3      |
| Girona F. C. · España      | 1.ª           | 2024-25       | 15    | 0     | 0      | —        | —        | —        | —                | —                | —                | —                     | —                     | —                     | 15    | 0     | 0      |
| Girona F. C. · España      | Total club    | Total club    | 15    | 0     | 0      | —        | —        | —        | —                | —                | —                | —                     | —                     | —                     | 15    | 0     | 0      |
| Total carrera              | Total carrera | Total carrera | 173   | 8     | 8      | 14       | 3        | 1        | 29               | 2                | 2                | 53                    | 0                     | 3                     | 269   | 13    | 14     |

## Palmarés

### Títulos estatales
| Título            | Club              | Estado             | Año  |
| ----------------- | ----------------- | ------------------ | ---- |
| Campeonato Gaúcho | Grêmio F-B. P. A. | Río Grande del Sur | 2018 |

### Títulos nacionales
| Título                     | Club              | País   | Año  |
| -------------------------- | ----------------- | ------ | ---- |
| Copa de Brasil             | Grêmio F-B. P. A. | Brasil | 2016 |
| Supercopa de España        | F. C. Barcelona   | España | 2018 |
| Primera División de España | F. C. Barcelona   | España | 2019 |
| Supercopa de Italia        | Juventus F. C.    | Italia | 2020 |
| Copa Italia                | Juventus F. C.    | Italia | 2021 |

### Títulos internacionales
| Título            | Club (*)            | Sede   | Año  |
| ----------------- | ------------------- | ------ | ---- |
| Copa Libertadores | Grêmio F-B. P. A.   | Lanús  | 2017 |
| Copa América      | Selección de Brasil | Brasil | 2019 |

(*) Incluyendo la selección.